# Movimento pela Sobrevivência do Povo Ogoni
O Movimento pela Sobrevivência do Povo Ogoni é uma organização que representa os ogonis em sua luta por direitos humanos e ambientais na Nigéria. O movimento não-violento foi fundado pelo escritor Ken Saro-Wiwa em 1993, no tempo da ditadura do general Sani Abacha, para denunciar a poluição no delta do Níger pelas grandes companhias petrolíferas estrangeiras., especialmente a acusando a Royal Dutch Shell, transnacional acusada de poluir o ambiente e de justificar a presença dos militares na área.
O Mosop acusou o governo de adotar uma tática de "dividir para governar", estimulando conflitos entre as comunidades locais e depois enviando tropas para restaurar a ordem. Em 1994, quatro líderes comunitários foram mortos e os dirigentes do movimento, inclusive Saro-Wiwa, foram presos. A Shell era acusada de cumplicidade com o regime militar de Abacha nos enforcamentos de Saro-Wiwa e dos outros oito activistas, que foram condenados num julgamento considerado uma farsa. Em 2009, a petrolífera Shell aceitou pagar 15,5 milhões de dólares de indenização para a tribo ogini.